# Theseus modestus
Theseus modestus – gatunek pluskwiaka z podrzędu różnoskrzydłych i rodziny tarczówkowatych.

## Taksonomia
Gatunek ten opisany został w 1865 roku przez Carla Ståla jako Poecilometis modestus.

## Opis
Ciało długości od 11,5 do 16 mm, ciemnobrązowe z kremowobiałymi wzorami. Głowa stosunkowo długa, wyposażona w 5-członowe czułki. Juga nie przekracza wierzchołka anteklipeusa. Na głowie pięć podłużnych linii. Tylno-boczne kąty przedplecza bez ząbka. Tylne kąty laterotergitów nieząbkowane.

## Ekologia
Pluskwiaki te spotyka się zwykle na dużych pniach eukaliptusów. Owady dorosłe przebywają ponadto na gałęziach i liściach tych drzew.

## Rozprzestrzenienie
Gatunek endemiczny dla Australii.

## Systematyka
Wyróżniono następujące podgatunki:
- Theseus modestus lyricus (Distant, 1899)
- Theseus modestus modestus (Stål, 1865)
- Theseus modestus occidentalis Baehr, 1991
- Theseus modestus scutellatus (Distant, 1899)
- Theseus modestus tasmanicus Baehr, 1989